# Ernest Edgcumbe, 3. Earl of Mount Edgcumbe
Ernest Augustus Edgcumbe, 3. Earl of Mount Edgcumbe (* 23. März 1797; † 3. September 1861) war ein britischer Peer, Höfling und Politiker.

## Herkunft und Jugend
Ernest Augustus Edgcumbe entstammte der Familie Edgcumbe. Als zweiter Sohn von Richard Edgcumbe, 2. Earl of Mount Edgcumbe und dessen Frau Sophia Hobart wurde für ihn eine militärische Laufbahn bestimmt. Er besuchte bis 1811 die Harrow School und anschließend das Royal Military College in Sandhurst.

## Militärische Laufbahn
1814 trat Edgcumbe als Ensign und Lieutenant in das 1st Regiment of Foot Guards ein und kämpfte in der Schlacht von Waterloo. Als er beim Tod seines älteren Bruders William Edgcumbe 1818 Heir apparent seines Vaters wurde, schied er 1819 aus dem Militärdienst aus.

## Politische Tätigkeit
Als Heir apparent seines Vaters führte Edgcumbe von 1818 bis 1839 den Höflichkeitstitel Viscount Valletort. Sein Bruder hatte bei der Unterhauswahl 1818 die Kandidatur für das Borough Fowey verloren, doch am 5. März 1819 wurde entschieden, dass seine Wahl rechtmäßig gewesen war. Daraufhin kandidierte Edgcumbe zur Nachwahl um den Sitz seines verstorbenen Bruders und unterlag am 24. März 1819 Mathias Attwood. Dieser nahm die Wahl jedoch nicht an, worauf Edgcumbe am 11. Mai als Abgeordneter bestätigt wurde. Im House of Commons galt er als stiller Unterstützer der Regierung von Lord Liverpool. Bei der Unterhauswahl im März 1820 wurde er unangefochten wiedergewählt. 1821 übernahm er das Amt des Colonels der Miliz von Cornwall. Als Tory stimmte er 1821 gegen die Katholikenemanzipation und 1823 gegen einen Gesetzesentwurf zur Wahlrechtsreform. Anfang 1824 erlitt er offenbar einen schweren Unfall, so dass er in diesem Jahr nur selten an den Abstimmungen im House of Commons teilnahm. Ab 1825 gehörte er zu den Unterstützern der Katholikenemanzipation. Im Interesse des Hafens des nahe dem Familiensitz Mount Edgcumbe gelegenen Stonehouse stimmte er für eine Änderung der Corn Laws. Da er bei der Unterhauswahl 1826 befürchtete, für Fowey nicht wiedergewählt zu werden, kandidierte er erfolgreich für Lostwithiel, wo er 1823 das Amt des Bürgermeisters ausgeübt hatte. 1828 unterstützte er eine von Bürgern aus Lostwithiel vorgebrachte Petition gegen die Sklaverei. Im Juli 1830 lehnte er das Amt des Vice Chamberlain of the Household ab, konnte jedoch überredet werden, als Aide-de-camp für König Wilhelm IV. zu dienen. Bei der Unterhauswahl im Sommer 1830 wurde er mit Unterstützung seines Vaters als Abgeordneter für Plympton Erle gewählt, doch als ein Mandat für Lostwithiel vakant wurde, kandidierte er dort im Dezember 1830 erfolgreich bei einer Nachwahl. Bei der Unterhauswahl im Mai 1831 kandidierte er vergeblich als Knight of the Shire für Cornwall, doch hatte er bereits im April erfolgreich für Lostwithiel kandidiert, so dass er dieses Mandat beibehalten konnte. Als Vertreter von so kleinen Boroughs wie Lostwithiel und Plympton gehörte er weiterhin zu den erbittertsten Gegnern einer Wahlrechtsreform, und bevor diese 1832 beschlossen wurde, zog er sich aus dem House of Commons zurück.
Nach dem Tod von König Wilhelm IV. 1837 diente er auch der neuen Königin Victoria bis 1857 als Aide-de-camp, während seine Frau der Königin als Hofdame diente. Nach dem Tod seines Vaters 1839 erbte er die Familienbesitzungen und den Titel Earl of Mount Edgcumbe, womit er Mitglied des House of Lords wurde.

## Sonstiges
1855 errichtete er in Stonehouse bei Plymouth eine neue, großzügige Wintervilla, weil ihm der bisherige Familiensitz Mount Edgcumbe House zu altmodisch und die Überfahrt mit der Fähre von Plymouth dorthin aufgrund seiner schlechten Gesundheit zu beschwerlich wurde. Er starb kurz nach der Vollendung seiner neuen Villa am 3. September 1861. Die Villa wurde nach seinem Tod jedoch nur selten von der Familie genutzt, 1900 vermietet, 1927 verkauft und schließlich 1975 abgerissen.

## Familie und Nachkommen
Edgcumbe hatte am 6. Dezember 1831 Caroline Fielding, die älteste Tochter von Konteradmiral Charles Feilding geheiratet. Seine Frau war eine Halbschwester des Fotopioniers William Henry Fox Talbot, mit dem sie weiterhin ein gutes Verhältnis hatte. Ihr Mann und sie benannten ihren ältesten Sohn nach Fox Talbot.
Mit seiner Frau hatte Edgcumbe drei Kinder:
- William Henry Edgcumbe, 4. Earl of Mount Edgcumbe (* 5. November 1833; † 25. September 1917);
- Hon. Charles Ernest Edgcumbe (* 23. Oktober 1838; † 14. September 1915), Lieutenant-Colonel des 1st Regiment of Foot Guards;
- Lady Ernestine Emma Horatia Edgcumbe (* 1843; † 20. Mai 1925).

## Werke
- Ernest Augustus Edgcumbe: Extracts from a journal kept during the Roman revolution. J. Ridgway, London 1849.